# Hercostomus jinxiuensis
Hercostomus jinxiuensis är en tvåvingeart som beskrevs av Yang 1997. Hercostomus jinxiuensis ingår i släktet Hercostomus och familjen styltflugor. Inga underarter finns listade i Catalogue of Life.